# Sandro Lopopolo

Sandro Lopopolo (18 de diciembre de 1939 - 26 de abril de 2014) fue un boxeador de peso wélter ligero italiano, que ganó la medalla de plata en los Juegos Olímpicos de 1960 en Roma, y combatió como profesional 1961-1973. Nacido en Milán, Lopopolo ganó el título italiano, de peso wélter ligero europeo y del mundo durante su carrera. Se retiró con un récord de 58 victorias (20 nocauts), 10 derrotas y 7 empates.
Lopopolo ganó el título de peso wélter ligero del mundo cuando superó a Carlos "Morocho" Hernández de Venezuela el 29 de abril de 1966. Perdió el título ante Takeshi Fuji de Japón el 30 de abril de 1967 por TKO en 2 rondas.